# Вэш Ураган
Вэш Ураган (яп. ヴァッシュ・ザ・スタンピード Вассю дза Сутампи:до), известный также как Гуманоидный Тайфун — главный герой манги и аниме «Триган», созданных Ясухиро Найто. Он является Живым Агрегатом, одним из межпространственных существ, которых используют люди как источник силы и энергии. Эти существа имеют сверхчеловеческие возможности, с помощью которых можно разрушить целые города. Своё прозвище Ваш получил из-за разрушений и хаоса, которые окружают его. Впоследствии за его голову назначили награду в 60 000 000 000 двойных долларов. На протяжении многих лет он не даёт себя уничтожить при помощи огромного револьвера из серебра. Ваш путешествует по городам и обучает горожан поддержанию мира.
Ваш является узнаваемым персонажем из-за своих запоминающихся жёлтых очков и красного плаща. Он занял второе место в категории персонажей мужского пола на Anime Grand Prix 1998.

## Концепция и создание
В интервью Dark Horse Comics Найто рассказал, что каждый символ его проектов является определённой частью его самого. Ваш Ураган показывал его решимость и некоторые более детские стороны.
Конструкция пушки Ваша была огромной проблемой для художника, ему нужно было создать опасное и надёжное оружие, которое должно было выглядеть смертоносно. В итоге у Найто вышел огромный серебряный Кольт 45-го калибра. Изначально дизайнер хотел, чтобы у оружия были бесконечные патроны, но в итоге он отказался от этой идеи.
Когда у него спросили, почему Ваш был создан таким пацифистом, Найто объяснил, что он всегда чувствовал себя странно, когда люди всегда гибли в боевиках. Он всегда удивлялся, почему они умирали так быстро. То, что они умирают - нормально, но он спрашивает, почему это было так неожиданно. Из-за этого он хотел создать Ваша как персонажа, который является сильным в бою, но готовым спросить: «Эй, извините. А как же любовь и мир?».

## Манга

### Предыстория
Братья-близнецы Ваш и Найвз были найдены Рем на борту главного корабля проекта «СЕМЕНА», по спасению немногих оставшихся в живых после бегства с Земли людей. Они родились на одной из электростанций корабля. Рем забирает их под свою опеку, и в течение года братья вырастают до детей младшего возраста. Во время экспериментов с базами данных корабля, Найвз случайно повреждает навигационные системы, вызывая аварийную тревогу и разбудив спящих пассажиров на борту. Рема быстро исправляет системы и отправляет пассажиров обратно в сон, но пробудился член экипажа, доктор Уильям Конрад, который обнаруживает Ваша и Найвза. Он согласился после разговора с Ремой с тем, чтобы держать их существование в тайне. Найвз и Ваш позже случайно набредают на запретную зону корабля и обнаруживают, что были не первыми родившимися здесь Живыми Агрегатами. Другие Живые Агрегаты были изучены членами экипажа на борту судна, и подвергались непрерывным сканированиям и вивисекции, что привело к их медленной и мучительной смерти.
В ужасе Ваш заявляет о своей ненависти к человечеству. Боится он и чувства одиночества, как один из двух Живых Агрегатов среди миллионов людей. Ваш пытался покончить жизнь самоубийством. Рем его останавливает, и Ваш случайно ранит её в процессе. Она убеждает Ваша иметь веру в безграничные возможности своего будущего. С другой стороны, Найвз был не в силах поверить, что люди и Живые Агрегаты когда то смогут сосуществовать. Он захотел привести и привел флот к краху на планете, намереваясь уничтожить всех людей и сохранить только те корабли, которые были необходимы для него, Ваша, и всех Живых Агрегатов, чтобы выжить на планете. Во время катастрофы, Рема сажает Ваша и Найвза на борт спасательной капсулы, но сама остаётся на корабле, чтобы попытаться устранить неполадки и спасти как можно больше людей, и погибает. На борту спасательной капсулы, Найвз раскрывает свою причастность к произошедшему, и Ваш не может его простить за это. Позже он обнаруживает себя на пустынной планете, не зная, куда идти, и поэтому следует за Найвзом. Они бродили по планете, наблюдая, как немногие оставшиеся в живых люди строили города вокруг разбившегося корабля.
Ваш и Найвз в конце концов расстались после того, как Найвз убил всех жителей небольшого городка, чтобы спасти Ваша. В ужасе Ваш выстрелил Найвзу в плечо, в результате чего Найвз принял ответные меры, отстрелив левую руку Вашу. После их разделения, Ваш бродил по безлюдной земле, пока не был обнаружен группой людей, живших на борту все ещё функционирующего корабля. Ваш принял поселение в качестве своего нового дома, и там получил свою кибернетическую руку. Печально известный инцидент произошел в городе Июле, до начала манги, когда Ваш отправился в город в поисках графа Ревнанта Васкеса, известный так же как Доктор Уильям Конрад, который использовал свои знания о Живых Агрегатах для построения богатой жизни в Июле. Однако по прибытии он сталкивается с Найвзом, который уже завербовал Конрада. Найвз захватывает Ваша в плен и при помощи Конрада проводит исследования Ваша, чтобы лучше понять свои способности. Найвз решает попытаться принудительно активировать спящие способности Ваша, но случившийся из-за этого взрыв стирает Июль с лица планеты, уничтожив 200 000 жителей и серьёзно ранив Найвза. Конрад, Легато и Найвз остаются в живых. Инцидент обеспечивает Вашу репутацию «Гуманоидного Тайфуна».

### «Триган»
«Триган» начинается с погони охотников за головами за Вашем, которого спасли прибывшие из страховой компании «Бернарделли» Мерил Страйф и Милли Томпсон. Ваш был классифицирован как «стихийное бедствие» и, таким образом, награда за него была отменена. Хоть первоначально он и был рад узнать об отмене награды, герой был потрясен, когда узнал, что девушки намерены сопровождать его. Во время совместного путешествия они встречают в пустыне священника. Священник представляется как Николас Д. Вульфвуд, и вскоре он сдружился с троицей. Основная история начинается с прибытия Легато Блусаммерса, который называл себя последователем Найвза. Легато дает Вашу монету, предупреждая, что двенадцать убийц придут за ним, у каждого будет монета, и если Ваш соберёт все монеты, то «что-то интересное произойдет».
Двенадцать убийц оказались бандой Легато Блусаммерса «Ганг-Хоу-Ганс», и священник Вульфвуд недавно заключил контракт с ними под именем Николас Часовня. Ваш успешно сражается с первыми тремя, Монев Гейл, Мином и Домиником Циклопом, хотя он теряет свою кибернетическую руку в бою с Гейл. Вскоре после победы Доминик, Ваш чувствует, что Найвз восстановился после аварии в Июле и идет за ним, чтобы противостоять ему. Когда Легато инстинктивно движется атаковать Ваша, возрожденный Найвз ломает тело Легато, а затем снова пытается активировать власть над Вашем, чтобы стереть с лица земли города. Ваш сопротивляется, и перенаправляет смертоносный луч вверх, где он попадает в один из спутников ничейной земли и оставляет массивный кратер. Ваш скрывается.

### «Триган Максимум»
2 года спустя священник Николас Д. Вульфвуд приезжает в город в поисках Ваша Урагана. Однажды он узнает среди людей Ваша и убеждает его выйти из своего псевдо-выхода на пенсию, рассказывая о прогрессе Найвза в ликвидации человечества. Узнав о местонахождении Ваша, разбитый, но живой Легато заявляет, что игра на выживание началась заново и отправляет Рай-Дей «Клинка». В своем противостоянии с ним, Ваш узнает, что Легато и «Ганг-Хоу-Ганс» обнаружили место его дома. Вульфвуд застреливает «Клинка», и направляется к дому Ваша. Там Ваш сражается против Леоноффа, а Вульфвуд против Грэя «Девять Жизней». После своей победы, Ваш узнает от жителей, что корабль успешно установил контакт с Землей, и корабли будут прибывать чтобы спасти их.
Найвз сокращает число спутников, используемых для связи с Землей, и Ваш возобновляет свои путешествия, когда он узнает о разрыве соединения. Он воссоединился с девушками из страховой компании, но в результате обе девушки, оказываются в бою, когда приходят Мидуолли «Хорнфрик», Хопперд «Бензопила», и Зази «Зверь». Хопперд, переживший катастрофу в Июле, стремится отомстить Вашу, а Вульфвуд ставит под сомнение истинные цели Мидуолли, и сражается с ним. В бою способности Ваша пробуждаются снова, и только вмешательство Элемдиры «Кримсонолл» разряжает ситуацию. Девушки из страховой компании таким образом узнали правду о происхождении Ваша. Похоронив противников, Ваш и Вульфвуд продолжили своё путешествие на базу Найвза, где братья сражаются ещё раз. Ваш побежден и сдерживается Легато, в то время как Найвз захватывает корабль «Ковчег» с новым планом уничтожения человечества: путешествуя из города в город, чтобы завербовать Живых Агрегатов для укрепления своей власти. Вульфвуд выдаёт оружие Вашу и спасает его, показывая свою истинную личность, как Николас Каратель «Глаза Майкла» и член «Ганг-Хоу-Ганс», и как он предал настоящего Часовню, чтобы пробиться в банду. Вульфвуд вскоре после этого отправляется к детскому дому, где он вырос. Там священник гибнет. Ваш, после разговора с друзьями, начал производство пуль, используя свою силу, давая им возможность создавать небольшие черные дыры. После телепортации, Найвз начинает одновременно дуэль с Вашем и пытается провернуть свой план. Во время боя появляется Легато и начинает дуэль с Вашем с единственной целью, отвлечь его от Найвза, который был сосредоточен на воплощении в жизнь своего плана.
Ваш терпит поражение от Легато, и, наконец, нарушает свой обет не убивать, застрелив его. Тем не менее Ваш направился к Найвзу. Живые Агрегаты отказались от предложения Найвза и начали сотрудничать с человеческими существами. Найвз и Ваш заключили мир. Теперь братья по существу бессильны, а также Ваш продолжает своё путешествие как нормальный стрелок.

## Аниме
В аниме Вашу 131 год. Ему требуется специальное оружие, известное как «ангельская рука», чтобы активировать свои способности в полном объёме. Это оружие является одним из двух, второе находилось у Найвза. Ваш обнаруживает, что оба орудия были сделаны, чтобы помочь Найвзу в плане «зачистки» планеты от её человеческого населения. Конфликтующий как в эмоциональном, так и в моральном отношении цели своего брата, Ваш помнит о своей человеческой морали, которой его учила Рема. Он стреляет Найвзу в ногу, и, став свидетелем боли и шока, которые пережил его брат, Ваш в пугающей панике берет обе пушки и бежит в пустыню, хотя Найвз мучительно взывает его вернуться. Он спас группу людей с единственного оставшегося в рабочем состоянии корабля проекта «СЕМЕНА» на планету. Находясь там, он становится другом людей и получает в подарок красный плащ.
Через несколько месяцев он уходит и отваживается выйти в мир. Вэш возвращается на корабль через 80 лет в поисках любых родственников Ремы в базах данных и находит последнего живого. Выживший изучал растения и основал новый завод в городе Июль. Ваш идет в Июль в надежде встретить его, но вместо этого находит Найвза, стоявшего над мертвым телом родственника Ремы. В ходе последовавшей перестрелки, Найвз отстрелил левую руку Ваша. Найвз активирует «Белую руку ангела» Ваша в попытке уничтожить город и всех в нём, но Ваш направляет руку на Найвза, но в результате стирает Июль с лица планеты. Полное имя Ваш никогда не раскрывал, однако, когда он встретился в первый раз с Вульфвудом, то представляет себя как «Валентинес Алькалинелла Джифакс Сицидабонерц Гамбигобилья Блу Страдивари Талентрент Пьер Андре Чартон Хэймосс Иванович Болдус Джордж Дойцель Кайзер Третий». Когда Милли спрашивает его об этом, Ваш говорит, что она не должна использовать своё 'полное имя' все время. Когда Николас Д. Вульфвуд просит Ваша открыть ему своё имя, герой отвечает: «Только между вами и мной, мое имя не имеет значения». Позже Ваш «завязывает с путешествиями», надеясь начать все сначала. Затем он выходит под именем Эрикс. Вульфвуд начинает искать Ваша, и находит его в городе, полном преступных группировок, в которой их лидер называет себя Ваш Ураган. Отсюда берёт начало «Триган Максимум».

## Способности
Ваш обычно носит кольт 45-го калибра из серебра, классический шестизарядный револьвер двойного действия. Этот пистолет был создан в двух экземплярах, из которых Ваш получил серебряную модель, а Найвз держал чёрную модель. В манге Ваш использует своё уникальное оружие более просто из новизны и привычки. Визуально пистолет в манге отличается от того, что был в аниме.
Помимо револьвера, Ваш имеет кибернетическую руку, оснащеную скрытым пистолетом. Там изначально был спрятан мощный полуавтоматический пистолет, который затем был модифицирован до полностью автоматического пистолета-пулемета. «Ангельская рука» является сильнейшим оружием Ваша. После активации, его правая рука превращается в оружие достаточно мощное, чтобы уничтожить целые города одним взрывом. Ваш опасается силы этого орудия и мало знает о том, как его использовать. В манге, «Ангельская рука» является естественной функцией тела Живого Агрегата, и ими можно манипулировать в различных формах для создания ряда эффектов. Сила «Ангельской руки» ограничена: как аккумулятор, он содержит только определенное количество энергии, и, когда эта энергия уходит, он умрет. «Ангельская рука» Ваша обычно принимает форму большой пушки, которая использует огромное количество энергии.
В аниме Ваша можно увидеть с ножом. Во время битвы с Бриллиантовым Динамитом Неоном, он использует автоматическое оружие, которое очень похоже на АК-47, карабин. В кульминационной финальной битве с Найвзом, он использует крест «Каратель» Вульфвуда.
Помимо своей «Ангельской руки», Ваш показывает сверхчеловеческие ловкость, силу, рефлексы, зрение и полный контроль над мышцами. Ваш часто показывал способность уклоняться от пуль в упор и уворачиваться от квалифицированных атак ближнего боя. Ваш, возможно, сильнее, чем большинство человеческих существ, как видно, когда он был в состоянии использовать крест «Каратель» Вульфвуда. Наконец, его интеллект, как указано, выше, чем у большинства (если не всех) людей. В аниме показано, что он способен на телепатическую связь со своим братом, хотя, действительно ли он обладает телекинетическими способностями, остается неизвестно.

## Личная жизнь
Он часто повторяет фразу: «Этот мир состоит из любви и мира». Ваш известен как «Гуманоидный Тайфун» из-за ущерба и разрушений, связанных с его присутствием. Однако когда люди вокруг него находятся под угрозой, Ваш показывает полное внимание и контроль. Точка конфликта в серии — между внутренними различиями Ваша и Найвза, его брата-близнеца, и их отношению к человечеству. Несмотря на свою долгую жизнь, полную страданий и жестокого обращения со стороны людей, Ваш по-прежнему добр по отношению к человечеству, тогда как Найвз попал в глубоко укоренившуюся ненависть к людям. Ваш не может вытерпеть одиночества, в то время как Найвз упивается своим одиночеством и не имеет никакого желания находится в компании кого-нибудь, кроме Ваша.
Так как Ваш отказывается убить любого из своих противников, он часто страдает от рук целого ряда очень стойких врагов. В результате, его тело выглядит как лоскутное одеяло из больших шрамов, куски плоти отсутствуют, поддерживается металлической сеткой или зашиты.

## Критика
Первый том манги был продан тиражом в 30 000 экземпляров вскоре после своего выхода. Второй том также пользовался успехом. Манга и аниме по серии оказались настолько популярны, что вышли в свет тематические фигурки, плюшевые игрушки, брелоки, одежда и даже солнцезащитные очки. У группы Four Year Strong есть песня «Vash Stampede». Ваш занял семнадцатое из 25 место в списке лучших аниме-персонажей всех времён по версии IGN. AnimeSouce.com поставил его на двенадцатое место в своём Топ-100 аниме-персонажей. AnimeOnDVD описывает Ваша как персонажа, который "…работает на гамму чувств и отношений, что делает его самым опасным человеком и достойным 60 000 000 000 двойных долларов за свою голову… " в обзоре пятого тома, рецензент заявил, что изменения в характере Ваша, «…переносят события на другой, более интересный уровень…» История Ваша была описана как «…действительно интересная, но она, как правило, оставляла после себя больше вопросов, чем ответов…». T.H.E.M Anime Reviews отметили, что Ваш «…это в душе ещё ребёнок, неправильный герой …».